# Booker Group
Booker Group plc je největší velkoobchod s potravinami ve Spojeném království. Nabízí značkové a vlastní zboží více než 400 tisícům zákazníků včetně nezávislých obchodů se smíšeným zbožím, potravin a restaurací. Firma je kotovaná na Londýnské Burze cenných papírů. Tato společnost také v roce 1968 založila knižní Bookerovu cenu a v minulosti byla jejím sponzorem.

## Akvizice
Britská a řecká filiálka řetězce Makro byly prodány řetězci Booker.
V lednu 2017 supermarket Tesco oznámil, že se s Booker Group dohodl na koupi společnosti za 3,7 miliardy liber.